# Ultima secundă
Ultima secundă (titlu original: Ticker) este un film american de acțiune din 2001 regizat de Albert Pyun. Rolurile principale au fost interpretate de actorii Tom Sizemore, Jaime Pressly, Dennis Hopper, Steven Seagal, Ice-T, Kevin Gage și Nas.

## Distribuție
- Tom Sizemore - Detectivul Ray Nettles
- Steven Seagal - Locotenent Frank Glass
- Dennis Hopper - Alex Swan, terorist irlandez
- Nas - Detectiv Art „Fuzzy” Rice
- Jaime Pressly - Claire Manning
- Kevin Gage - Payton "Pooch" Stad, expert Bomb Squad
- Romany Malco - T.J. Littles, expert Bomb Squad
- Mimi Rose - Beverly "Bev" Seabo, secretar al echipei Bomb
- Peter Greene - Detectivul Artie Pluchinsky
- Ice-T - Vincent Cruichshank, Comandant teroriști
- Rozonda "Chilli" Thomas - Lilly McCutcheon
- Michael Halsey - Simon Vershbow, asistentul lui Swan
- Norbert Weisser - Billy Dugger, asistentul lui Swan
- Joe Spano - Căpitanul R.J. Iernile
- Milos Milicevic - Milos, terorist balcanic
- Jenny McShane - Soția lui Nettles
- Joey Meyer Rosenblum - Fiul lui Pooch